# Океан и три реки
«Океан и три реки» — песня украинской группы «ВИА Гра», записанная с известным исполнителем поп-музыки Валерием Меладзе и выпущенная в качестве сингла в сентябре 2003 года. Вошла в четвёртый студийный альбом группы «Биология».

## История композиции
Песня была записана в июле 2003 года, премьера состоялась 4 сентября 2003 года на фестивале популярной музыки «Стопудовый хит — 2003», где группа получала награду за другой свой сингл «Убей мою подругу». После выступления с ней солистка группы «ВИА Гра» Анна Седокова объявила о премьере новой песни и представила «Олимпийскому» Валерия Меладзе, после чего и была впервые исполнена «Океан и три реки». Ведущий фестиваля Павел Воля, вручив группе статуэтку за «Убей мою подругу», добавил, что находящиеся в «Олимпийском» зрители первые, кто услышал этот дуэт. Однако в обзоре фестиваля в «Газете» Максим Кононенко отметил, что если «…Собравшиеся в „Олимпийском“ несколько тысяч человек пропели хит 'Убей мою подругу’ от начала до конца вместе с извивающимися и носящимися Верой, Надеждой и Анной», то совместное выступление группы и Валерия Меладзе такого успеха не имело, а новое творение группы обозреватель назвал «довольно странным», но добавил, «факт остается фактом: „Виа Гра“ стала главным событием „Стопудового хита“». На следующий день, 5 сентября, клип был презентован группой и Валерием в программе «Доброе утро» на «Первом канале».

## Видеоклип

Валерий Меладзе и «золотой состав» группы «ВИА Гра» в клипе на песню «Океан и три реки». Слева направо: Надежда Грановская, Вера Брежнева, Валерий Меладзе и Анна Седокова.

Это первый совместный клип группы с Валерием Меладзе. Режиссёр — Семён Горов, оператор — Алексей Степанов. Съёмки прошли в начале августа 2003 года на киевской студии имени Александра Довженко и длились два дня. Декорации, костюмы и герои представляли собой коктейль из разностилевых ингредиентов. На съёмочной площадке взаимодействовали:
- экстра-модерновый балет «Арт-Классик»;
- народный ансамбль «Берегиня»;
- двойник Антона Чехова;
- ожившие картины великих художников:
  - «Афродита Анадиомена» (около 1485 года) Сандро Боттичелли;
  - «Большая одалиска» (1814) Жана Огюста Доминика Энгра;
  - «Даная» (1636—1647) Рембрандта.

Продюсеры группы, Дмитрий Костюк и Константин Меладзе, исполнили роли нью-йоркских беспризорников. По словам создателей, их вдохновляла эстетика мюзиклов.

### Сюжет
Видеоклип начинается со сцены в украинской глубинке, где этнограф, внешне напоминающий Антона Чехова, записывает на грампластинку песню народного ансамбля. Далее действие переходит в город Нью-Йорк, где диджей крутит эту самую пластинку. Там же оказываются и героини Анны Седоковой, Надежды Грановской и Веры Брежневой, которые, бродя по ночным улицам, встречают романтического уличного героя в исполнении Валерия Меладзе.
Основное действие клипа разворачивается на фоне ночного города с танцами в струях фонтана. Роли бездомных исполнили продюсер группы, Дмитрий Костюк, и композитор Константин Меладзе. Показывается в клипе и музей, где героини Седоковой, Брежневой и Грановской, а также герой Меладзе оказываются на полотнах известных художников в образах их персонажей.

## Отзывы
Максим Кононенко назвал песню «довольно странной», по его мнению, она сильно уступала предыдущему большому хиту группы ВИА Гра «Убей мою подругу». Редакция музыкального журнала «Play» писала, что создателям «будто бы изменило чувство вкуса и меры», сравнив «Океан и три реки» с «супом быстрого приготовления», в то время как более ранние работы ВИА Гры, вроде «Не оставляй меня, любимый!», были названы «деликатесом». Тем не менее, клип получил оценку 4 из возможных 5. Музыкальный критик Владимир Завьялов на сайте click-or-die.ru назвал песню «выдающейся», и превосходящей «по накалу страстей» следующий совместный трек группы ВИА Гра и Валерия Меладзе «Притяженья больше нет». Маша П. из «Дни.ру» отмечала, что данная коллаборация выгодна Валерию Меладзе, поскольку, по мнению автора, «певец подрастерял былую популярность», в то время как группа ВИА Гра к моменту выхода «Океан и три реки» «стремительно взошла на пьедестал лучшей русскоязычной женской поп-группы». Автор объясняла успех дуэта тем, что «всё, к чему сейчас имеет отношение „ВИА Гра“, расходится как горячие пирожки» По мнению Александры Власовой из журнала StarHit, с этим дуэтом карьера Валерия получила «новый виток». Николай Милиневский из газеты «Вести» также отмечал, что на момент выхода клипа складывалось впечатление, что Константин Меладзе «решил подтянуть снижающуюся популярность своего брата». Милиневский также отметил, что клип «снят так, будто он четко ориентирован на две аудитории» — танцевальные вставки, по его мнению, сняты для привлечения внимания более молодой аудитории группы ВИА Гра.

## Награды и номинации
| Год  | Награда             | Категория                       | Результат |
| ---- | ------------------- | ------------------------------- | --------- |
| 2004 | «Премия Муз-ТВ»     | Лучший дуэт                     | Победа    |
| 2003 | «Песня года»        | Лауреаты фестиваля              | Победа    |
| 2003 | «Золотой граммофон» | Статуэтка «Золотого граммофона» | Номинация |

## Участники записи
- Вокал: Анна Седокова, Валерий Меладзе, Вера Брежнева, Надежда Грановская
- Продюсер группы «ВИА Гра»: Дмитрий Костюк
- Композитор и автор текста: Константин Меладзе
- Звукорежиссёр: Владимир Бебешко
- Аранжировщики: Юрий Шепета, Владимир Бебешко
- Продюсер альбома «Биология»: Алексей Крузин
- Звукооператор: Сергей Ребрик, Владимир Критович
- Бэк-вокал: Наталья Гура

источники:

## Чарты

### Еженедельные чарты
| Чарт (2003)      | Высшая позиция |
| ---------------- | -------------- |
| Россия (TopHit)  | 13             |
| СНГ (TopHit)     | 1              |
| Украина (TopHit) | 1              |

### Ежемесячные чарты
| Чарт (2003)      | Высшая позиция |
| ---------------- | -------------- |
| Россия (TopHit)  | 19             |
| СНГ (TopHit)     | 1              |
| Украина (TopHit) | 1              |

### Годовые чарты
| Чарт (2003)      | Позиция |
| ---------------- | ------- |
| Россия (TopHit)  | 19      |
| СНГ (TopHit)     | 2       |
| Украина (TopHit) | 1       |
| Чарт (2004)      | Позиция |
| Россия (TopHit)  | 155     |
| СНГ (TopHit)     | 78      |
| Украина (TopHit) | 40      |